# Liste de films mexicains
Ci-dessous une liste des films produits par le cinéma mexicain. Cette liste est incomplète.
Pour les catégories liées aux films mexicains voir Catégorie:Film mexicain.

## Années 1910
| Année | Titre                                      | Réalisateur                                            | Distribution | Genre          | Notes |
| ----- | ------------------------------------------ | ------------------------------------------------------ | ------------ | -------------- | ----- |
| 1916  | 1810 or ¡Los libertadores de México!       | Manuel Cirerol Sansores                                |              |                |       |
| 1917  | Alma de sacrificio                         | Joaquín Coss                                           | Mimí Derba   | Drame, romance |       |
| 1917  | El amor que triunfa                        | Manuel Cirerol Sansores                                |              |                |       |
| 1917  | En defensa propia                          | Joaquín Coss                                           | Mimí Derba   | Drame          |       |
| 1917  | La luz, tríptico de la vida moderna        | J. Jamet, Manuel de la Bandera, Ezequiel Carrasco      |              |                |       |
| 1917  | La soñadora                                | Eduardo Arozamena, Enrique Rosas                       |              |                |       |
| 1917  | Tabaré                                     | Luis Lezama                                            |              |                |       |
| 1917  | Tepeyac                                    | José Manuel Ramos, Carlos E. González, Fernando Sáyago |              |                |       |
| 1917  | La tigresa                                 | Mimí Derba, Enrique Rosas                              |              |                |       |
| 1917  | Triste crepúsculo                          | Manuel de la Bandera                                   |              |                |       |
| 1918  | Santa                                      | Luis G. Peredo                                         |              |                |       |
| 1918  | Venganza de bestia o Xandaroff             | Carlos Martínez de Arredondo                           |              |                |       |
| 1919  | La Voiture grise (El automóvil gris)       | Enrique Rosas, Joaquín Coss, Juan Canals de Homs       |              |                |       |
| 1919  | La banda del automóvil ou La dama enlutada | Ernesto Vollrath                                       |              |                |       |
| 1919  | Cuauhtémoc                                 | Manuel de la Bandera                                   |              |                |       |
| 1919  | La llaga                                   | Luis G. Peredo                                         |              |                |       |
| 1919  | Viaje redondo                              | José Manuel Ramos                                      |              |                |       |

## Années 1920
| Année | Titre                               | Réalisateur                                       | Distribution | Genre | Notes |
| ----- | ----------------------------------- | ------------------------------------------------- | ------------ | ----- | ----- |
| 1920  | Hasta después de la muerte          | Ernesto Vollrath                                  |              |       |       |
| 1920  | El Zarco or Los Plateados           | José Manuel Ramos                                 |              |       |       |
| 1921  | El caporal                          | Miguel Contreras Torres                           |              |       |       |
| 1921  | De raza azteca                      | Guillermo "Indio" Calles, Miguel Contreras Torres |              |       |       |
| 1921  | En la hacienda                      | Ernesto Vollrath                                  |              |       |       |
| 1922  | El hombre sin patria                | Miguel Contreras Torres                           |              |       |       |
| 1922  | La parcela                          | Ernesto Vollrath                                  |              |       |       |
| 1923  | Almas tropicales                    | Manuel R. Ojeda, Miguel Contreras Torres          |              |       |       |
| 1923  | Atavismo                            | Gustavo Sáenz de Sicilia                          |              |       |       |
| 1923  | El hijo de la loca                  | José S. Ortiz                                     |              |       |       |
| 1924  | Un drama en la aristocracia         | Gustavo Sáenz de Sicilia                          |              |       |       |
| 1925  | El buitre                           | Gabriel García Moreno                             |              |       |       |
| 1925  | Fanny or El robo de veinte millones | Manuel Sánchez Valtierra                          |              |       |       |
| 1925  | Tras las bambalinas del Bataclán    | William P. S. Earle                               |              |       |       |
| 1926  | Del rancho a la capital             | Eduardo Urriola                                   |              |       |       |
| 1926  | El indio yaqui                      | Guillermo "Indio" Calles                          |              |       |       |
| 1927  | Una catástrofe en el mar            | Eduardo Urriola                                   |              |       |       |
| 1927  | El león de la Sierra Morena         | Miguel Contreras Torres                           |              |       |       |
| 1927  | El puño de hierro                   | Gabriel García Moreno                             |              |       |       |
| 1927  | Raza de bronce                      | Guillermo "Indio" Calles                          |              |       |       |
| 1927  | El tren fantasma                    | Gabriel García Moreno                             |              |       |       |
| 1928  | El secreto de la abuela             | Cándida Beltrán Rendón                            |              |       |       |
| 1928  | Sol de gloria                       | Guillermo "Indio" Calles                          |              |       |       |
| 1929  | Alas de gloria                      | Ángel E. Álvarez                                  |              |       |       |
| 1929  | La boda de Rosario                  | Gustavo Sáenz de Sicilia                          |              |       |       |
| 1929  | Los hijos del destino               | Luis Lezama                                       |              |       |       |
| 1929  | Terrible pesadilla                  | Charles Amador                                    |              |       |       |

## Années 1930
| Année   | Titre                           | Réalisateur                                       | Distribution  | Genre           | Notes |
| ------- | ------------------------------- | ------------------------------------------------- | ------------- | --------------- | ----- |
| 1930    | Aguiluchos mexicanos            | Miguel Contreras Torres, Gustavo Sáenz de Sicilia | Socorro Astol | aventure, drame |       |
| 1930–32 | ¡Que viva México!               | Sergueï Eisenstein                                |               |                 |       |
| 1931    | Santa                           | Antonio Moreno                                    |               |                 |       |
| 1933    | El compadre Mendoza             | Fernando de Fuentes                               |               |                 |       |
| 1933    | La mujer del puerto             | Arcady Boytler                                    |               |                 |       |
| 1934    | Dos monjes                      | Juan Bustillo Oro                                 |               |                 |       |
| 1934    | Janitzio                        | Carlos Navarro                                    |               |                 |       |
| 1934    | Mujeres sin alma                | Ramón Peón                                        |               |                 |       |
| 1935    | Luponini (El terror de Chicago) | José Bohr                                         |               |                 |       |
| 1935    | Más allá de la muerte           | Adela Sequeyro                                    |               |                 |       |
| 1935    | Vámonos con Pancho Villa        | Fernando de Fuentes                               |               |                 |       |
| 1936    | Allá en el Rancho Grande        | Fernando de Fuentes                               |               |                 |       |
| 1936    | Águila o sol                    | Arcady Boytler                                    |               |                 |       |
| 1936    | Les Révoltés d'Alvarado (Redes) | Fred Zinnemann et Emilio Gómez Muriel             |               |                 |       |
| 1937    | La mujer de nadie               | Adela Sequeyro                                    |               |                 |       |
| 1938    | Diablillos de arrabal           | Adela Sequeyro                                    |               |                 |       |

## Années 1940
| Année | Titre                                                 | Réalisateur                             | Distribution                          | Genre        | Notes                                                          |
| ----- | ----------------------------------------------------- | --------------------------------------- | ------------------------------------- | ------------ | -------------------------------------------------------------- |
| 1940  | Ahí está el detalle                                   | Juan Bustillo Oro                       |                                       |              |                                                                |
| 1941  | Cuando los hijos se van                               | Juan Bustillo Oro                       |                                       |              |                                                                |
| 1941  | La isla de la Pasión (Clipperton)                     | Emilio Fernández                        |                                       |              |                                                                |
| 1942  | El baisano Jalil                                      | Joaquín Pardavé                         |                                       |              |                                                                |
| 1942  | Le Comte de Monte-Cristo (El conde de Montecristo)    | Roberto Gavaldón et Chano Urueta        |                                       |              |                                                                |
| 1942  | Historia de un gran amor                              | Julio Bracho                            |                                       |              |                                                                |
| 1942  | Jésus de Nazareth                                     | José Díaz Morales                       |                                       |              |                                                                |
| 1942  | Les Trois Mousquetaires (Los Tres mosqueteros)        | Miguel M. Delgado                       |                                       | aventures    |                                                                |
| 1943  | Una carta de amor                                     | Miguel Zacarías                         |                                       |              |                                                                |
| 1943  | Distinto amanecer                                     | Julio Bracho                            |                                       |              |                                                                |
| 1943  | Doña Bárbara                                          | Fernando de Fuentes                     |                                       |              |                                                                |
| 1943  | L'Ouragan (Flor silvestre)                            | Emilio Fernández                        |                                       |              |                                                                |
| 1943  | La mancha de sangre                                   | Adolfo Best Maugard                     |                                       |              | réalisé en 1937 mais sorti en 1943 pour des raisons de censure |
| 1943  | María Candelaria (Xochimilco)                         | Emilio Fernández                        |                                       |              |                                                                |
| 1943  | México de mis recuerdos                               | Juan Bustillo Oro                       |                                       |              |                                                                |
| 1943  | Santa                                                 | Norman Foster, Alfredo Gómez de la Vega |                                       |              |                                                                |
| 1944  | Bugambilia                                            | Emilio Fernández                        |                                       |              |                                                                |
| 1944  | María Candelaria                                      | Emilio Fernández                        | Dolores del Río                       | drame        |                                                                |
| 1944  | La Femme sans âme (La Mujer sin alma)                 | Fernando de Fuentes                     | María Félix                           | drame        |                                                                |
| 1944  | Le Corsaire noir (El corsario negro)                  | Chano Urueta                            | Pedro Armendáriz                      | aventures    |                                                                |
| 1945  | Les Abandonnées (Las Abandonadas)                     | Emilio Fernández                        | Dolores del Río                       |              |                                                                |
| 1945  | La Baraque (La barraca)                               | Roberto Gavaldón                        | Domingo Soler                         |              |                                                                |
| 1945  | Camino de Sacramento                                  | Chano Urueta                            | Jorge Negrete                         | Film musical |                                                                |
| 1945  | Campeón sin corona                                    | Alejandro Galindo                       |                                       |              |                                                                |
| 1945  | Pepita Jiménez                                        | Emilio Fernández                        |                                       |              |                                                                |
| 1946  | Double Destinée (La otra)                             | Roberto Gavaldón                        | Dolores del Río                       |              |                                                                |
| 1946  | Enamorada                                             | Emilio Fernández                        | María Félix                           |              |                                                                |
| 1946  | Pan dans la lune (El moderno Barba Azul)              | Jaime Salvador                          |                                       |              |                                                                |
| 1946  | Los tres García                                       | Ismael Rodríguez                        |                                       |              |                                                                |
| 1947  | La diosa arrodillada                                  | Roberto Gavaldón                        |                                       |              |                                                                |
| 1947  | Gángsters contra charros                              | Juan Orol                               |                                       |              |                                                                |
| 1947  | Músico, poeta y loco                                  | Humberto Gómez Landero                  |                                       |              |                                                                |
| 1947  | La Perle (La perla)                                   | Emilio Fernández                        | Pedro Armendáriz, María Elena Marqués | drame        |                                                                |
| 1947  | Le Grand Casino (Gran Casino)                         | Luis Buñuel                             | Libertad Lamarque, Jorge Negrete      |              |                                                                |
| 1947  | El niño perdido                                       | Humberto Gómez Landero                  |                                       |              |                                                                |
| 1947  | Río Escondido                                         | Emilio Fernández                        |                                       |              |                                                                |
| 1947  | Vole, jeunesse ! (¡A volar joven!)                    | Miguel M. Delgado                       | Cantinflas                            | comédie      |                                                                |
| 1948  | Calabacitas tiernas (¡Ay qué bonitas piernas!)        | Gilberto Martínez Solares               |                                       |              |                                                                |
| 1948  | Esquina bajan...!                                     | Alejandro Galindo                       |                                       |              |                                                                |
| 1948  | Una familia de tantas                                 | Alejandro Galindo                       |                                       |              |                                                                |
| 1948  | Lola Casanova                                         | Matilde Landeta                         |                                       |              |                                                                |
| 1948  | Maclovia                                              | Emilio Fernández                        |                                       |              |                                                                |
| 1948  | Nosotros los Pobres                                   | Ismael Rodríguez                        | Pedro Infante                         | drame        |                                                                |
| 1948  | Pueblerina                                            | Emilio Fernández                        |                                       |              |                                                                |
| 1948  | Salón México                                          | Emilio Fernández                        |                                       |              |                                                                |
| 1948  | Los tres huastecos                                    | Ismael Rodríguez                        |                                       |              |                                                                |
| 1949  | Aventurera                                            | Alberto Gout                            |                                       |              |                                                                |
| 1949  | Cordon, s'il vous plaît (Puerta, joven ou El portero) | Miguel M. Delgado                       |                                       |              |                                                                |
| 1949  | Doña Diabla                                           | Tito Davison                            |                                       |              |                                                                |
| 1949  | Duelo en las montañas                                 | Emilio Fernández                        |                                       |              |                                                                |
| 1949  | Le Grand Noceur (El Gran Calavera)                    | Luis Buñuel                             | Fernando Soler                        | comédie      |                                                                |
| 1949  | La Mal aimée (La Malquerida)                          | Emilio Fernández                        | Dolores del Río                       |              |                                                                |
| 1949  | La negra Angustias                                    | Matilde Landeta                         |                                       |              |                                                                |
| 1949  | La oveja negra                                        | Ismael Rodríguez                        |                                       |              |                                                                |
| 1949  | No desearás la mujer de tu hijo                       | Ismael Rodríguez                        |                                       |              |                                                                |
| 1949  | El rey del barrio                                     | Gilberto Martínez Solares               |                                       |              |                                                                |
| 1949  | La Villageoise (Pueblerina)                           | Emilio Fernández                        | Columba Domínguez                     |              |                                                                |

## Années 1950
| Année | Titre                                                          | Réalisateur               | Distribution                  | Genre                     | Notes |
| ----- | -------------------------------------------------------------- | ------------------------- | ----------------------------- | ------------------------- | ----- |
| 1950  | ¡Ay amor... cómo me has puesto!                                | Gilberto Martínez Solares |                               |                           |       |
| 1950  | Doña Perfecta                                                  | Alejandro Galindo         |                               |                           |       |
| 1950  | En la palma de tu mano                                         | Roberto Gavaldón          |                               |                           |       |
| 1950  | La Marca del Zorrillo                                          | Gilberto Martínez Solares |                               |                           |       |
| 1950  | Los Olvidados                                                  | Luis Buñuel               | Stella Inda, Miguel Inclán    | drame                     |       |
| 1950  | Rosauro Castro                                                 | Roberto Gavaldón          |                               |                           |       |
| 1950  | Sensualidad                                                    | Alberto Gout              |                               |                           |       |
| 1950  | Siempre tuya                                                   | Emilio Fernández          |                               |                           |       |
| 1950  | Simbad el mareado                                              | Gilberto Martínez Solares |                               |                           |       |
| 1950  | El suavecito                                                   | Fernando Méndez           |                               |                           |       |
| 1950  | Víctimas del pecado                                            | Emilio Fernández          |                               |                           |       |
| 1951  | A.T.M.A. toda máquina!                                         | Ismael Rodríguez          |                               |                           |       |
| 1951  | El ceniciento                                                  | Gilberto Martínez Solares |                               |                           |       |
| 1951  | Chucho el Remendado                                            | Gilberto Martínez Solares |                               |                           |       |
| 1951  | Don Quintin l'amer (La hija del engaño)                        | Luis Buñuel               |                               |                           |       |
| 1951  | Mujeres sin mañana                                             | Tito Davison              |                               |                           |       |
| 1951  | La noche avanza                                                | Roberto Gavaldón          |                               |                           |       |
| 1951  | El revoltoso                                                   | Gilberto Martínez Solares |                               |                           |       |
| 1951  | Susana la perverse (Susana, demonio y carne)                   | Luis Buñuel               | Fernando Soler                |                           |       |
| 1951  | Trotacalles                                                    | Matilde Landeta           |                               |                           |       |
| 1952  | El bello durmiente                                             | Gilberto Martínez Solares |                               |                           |       |
| 1952  | Dos tipos de cuidado                                           | Ismael Rodríguez          |                               |                           |       |
| 1952  | Une femme sans amour (Una mujer sin amor)                      | Luis Buñuel               |                               |                           |       |
| 1952  | Le Martyr du calvaire (El Mártir del Calvario)                 | Miguel Morayta            | Manuel Fábregas               | drame                     |       |
| 1952  | Me traes de un ala                                             | Gilberto Martínez Solares |                               |                           |       |
| 1952  | La Montée au ciel (Subida al cielo)                            | Luis Buñuel               |                               |                           |       |
| 1952  | Le Révolté de Santa Cruz (El rebozo de Soledad)                | Roberto Gavaldón          | Arturo de Córdova             |                           |       |
| 1953  | L'Enjôleuse (El bruto)                                         | Luis Buñuel               | Katy Jurado, Pedro Armendáriz |                           |       |
| 1953  | Espaldas mojadas                                               | Alejandro Galindo         |                               |                           |       |
| 1953  | Le Filet (La red)                                              | Emilio Fernández          | Rossana Podestà               | drame                     |       |
| 1953  | El mariachi desconocido (Tin Tan en La Habana)                 | Gilberto Martínez Solares |                               |                           |       |
| 1953  | El rapto                                                       | Emilio Fernández          |                               |                           |       |
| 1953  | Reportaje                                                      | Emilio Fernández          |                               |                           |       |
| 1953  | Tourments (Él)                                                 | Luis Buñuel               |                               |                           |       |
| 1954  | Les Aventures de Robinson Crusoé (Robinson Crusoe)             | Luis Buñuel               | Dan O'Herlihy                 | aventure, drame           |       |
| 1954  | Escuela de vagabundos                                          | Rogelio A. González       |                               |                           |       |
| 1954  | Les Hauts de Hurlevent (Abismos de pasión)                     | Luis Buñuel               | Jorge Mistral, Irasema Dilián | drame romantique          |       |
| 1954  | On a volé un tram (La ilusíon viaja en tranvía)                | Luis Buñuel               | Lilia Prado, Fernando Soto    |                           |       |
| 1955  | Le Fleuve de la mort (El río y la muerte)                      | Luis Buñuel               |                               |                           |       |
| 1955  | El inocente                                                    | Rogelio A. González       |                               |                           |       |
| 1955  | Lo que le pasó a Sansón                                        | Gilberto Martínez Solares |                               |                           |       |
| 1955  | El médico de las locas                                         | Miguel Morayta            |                               |                           |       |
| 1955  | Racines (Raíces)                                               | Benito Alazraki           | Juan Manuel Cano              | comédie dramatique        |       |
| 1955  | La Vie criminelle d'Archibald de la Cruz (Ensayo de un crimen) | Luis Buñuel               |                               |                           |       |
| 1955  | El vizconde de Montecristo                                     | Gilberto Martínez Solares |                               |                           |       |
| 1956  | La Belle de Mexico (Donde el círculo termina)                  | Alfredo B. Crevenna       | Sara Montiel                  |                           |       |
| 1956  | El gato sin botas                                              | Fernando Cortés           |                               |                           |       |
| 1956  | Ladrón de cadáveres                                            | Fernando Méndez           |                               |                           |       |
| 1956  | La Mort en ce jardin (La muerte en este jardín)                | Luis Buñuel               |                               |                           |       |
| 1956  | Torero                                                         | Carlos Velo               | Luis Procuna                  | documentaire biographique |       |
| 1957  | Tizoc                                                          | Ismael Rodríguez          | María Félix                   | drame, romance            |       |
| 1958  | Dos fantasmas y una muchacha                                   | Rogelio A. González       |                               |                           |       |
| 1958  | El Jinete solitario                                            | Rafael Baledón            | Demétrio González             | western                   |       |
| 1958  | El Jinete solitario en el valle de los buitres                 | Rafael Baledón            | Demétrio González             | comédie, aventure         |       |
| 1958  | El Zorro escarlata en la venganza del ahorcado                 | Rafael Baledón            | Luis Aguilar                  | western, fantastique      |       |
| 1959  | La cucaracha                                                   | Ismael Rodríguez          | María Félix, Dolores del Río  | drame                     |       |
| 1959  | El esqueleto de la señora Morales                              | Rogelio A. González       |                               |                           |       |
| 1959  | La fièvre monte à El Pao (Los ambiciosos)                      | Luis Buñuel               | Gérard Philipe, María Félix   | drame                     |       |
| 1959  | El fantasma de la opereta                                      | Fernando Cortés           |                               |                           |       |
| 1959  | Nazarín                                                        | Luis Buñuel               | Francisco Rabal, Marga López  |                           |       |
| 1959  | El regreso del monstruo                                        | Joselito Rodríguez        | Luis Aguilar                  | horreur                   |       |
| 1959  | Santa Claus                                                    | René Cardona              |                               | fantastique               |       |
| 1959  | El Zorro Escarlata                                             | Rafael Baledón            | Luis Aguilar                  | western, fantastique      |       |
| 1959  | El Zorro escarlata en diligencia fantasma                      | Rafael Baledón            | Luis Aguilar                  | western, fantastique      |       |

## Années 1960
| Année | Titre | Réalisateur                                   | Distribution                         | Genre                      | Notes |
| ----- | --- | --------------------------------------------- | ------------------------------------ | -------------------------- | ----- |
| 1960  | Macario                                                                                                   | Roberto Gavaldón                              | Ignacio López Tarso, Pina Pellicer   |                            |       |
| 1960  | La Jeune Fille (La joven)                                                                                 | Luis Buñuel                                   | Zachary Scott, Bernie Hamilton       |                            |       |
| 1960  | La sombra del caudillo                                                                                    | Julio Bracho                                  |                                      |                            |       |
| 1960  | El violetero                                                                                              | Gilberto Martínez Solares                     |                                      |                            |       |
| 1960  | Zorro dans la vallée des fantômes (El jinete solitario en el valle de los desaparecidos)                  | Rafael Baledón                                | Demetrio González                    | western, fantastique       |       |
| 1961  | Les Frères Del Hierro (Los hermanos Del Hierro)                                                           | Ismael Rodríguez                              |                                      |                            |       |
| 1961  | Santo contra el Cerebro del Mal                                                                           | Joselito Rodríguez                            |                                      | horreur, action            |       |
| 1961  | Santo contra el cerebro diabólico                                                                         | Federico Curiel                               |                                      |                            |       |
| 1961  | Santo contra el Rey del Crimen                                                                            | Federico Curiel                               |                                      |                            |       |
| 1961  | Santo contra los hombres infernales                                                                       | Joselito Rodríguez                            |                                      |                            |       |
| 1961  | Santo en el hotel de la muerte                                                                            | Federico Curiel                               |                                      |                            |       |
| 1961  | Tlayucan                                                                                                  | Luis Alcoriza                                 |                                      |                            |       |
| 1961  | Viridiana                                                                                                 | Luis Buñuel                                   | Silvia Pinal                         | drame                      |       |
| 1962  | L'Ange exterminateur (El ángel exterminador)                                                              | Luis Buñuel                                   |                                      |                            |       |
| 1962  | Ánimas Trujano                                                                                            | Ismael Rodríguez                              | Toshirō Mifune                       | drame                      |       |
| 1962  | Le Baron de la terreur (El Barón del terror)                                                              | Chano Urueta                                  | Abel Salazar                         | horreur, science-fiction   |       |
| 1962  | Días de otoño                                                                                             | Roberto Gavaldón                              |                                      |                            |       |
| 1962  | El rapto de las Sabinas                                                                                   | Alberto Gout                                  | Lorena Velázquez, Teresa Velázquez   | péplum                     |       |
| 1962  | Santo contra los zombis                                                                                   | Benito Alazraki                               | Rodolfo Guzmán Huerta                | horreur, zombie            |       |
| 1962  | Superman contre les femmes vampires (Santo vs. las mujeres vampiro)                                       | Alfonso Corona Blake                          | Rodolfo Guzmán Huerta                | horreur                    |       |
| 1962  | Tlayucan                                                                                                  | Luis Alcoriza                                 | Julio Aldama                         | comédie                    |       |
| 1962  | El Zorro Vengador                                                                                         | Zacarías Gómez Urquiza                        | Luis Aguilar                         | action, drame, western     |       |
| 1963  | Pêcheurs de requins (Tiburoneros)                                                                         | Luis Alcoriza                                 | Julio Aldama                         |                            |       |
| 1963  | Santo en el museo de cera                                                                                 | Alfonso Corona Blake, Manuel San Fernando     |                                      |                            |       |
| 1963  | Santo vs. el estrangulador                                                                                | René Cardona                                  |                                      |                            |       |
| 1964  | Atacan las brujas                                                                                         | José Díaz Morales                             |                                      |                            |       |
| 1964  | Blue Demon contra el poder satánico                                                                       | Chano Urueta                                  |                                      |                            |       |
| 1964  | El gallo de oro                                                                                           | Roberto Gavaldón                              |                                      |                            |       |
| 1964  | El pecador                                                                                                | Rafael Baledón                                |                                      |                            |       |
| 1964  | Profanadores de tumbas                                                                                    | José Díaz Morales                             |                                      | horreur                    |       |
| 1964  | Viento negro                                                                                              | Servando González                             |                                      |                            |       |
| 1965  | El barón Brákola                                                                                          | José Díaz Morales                             |                                      |                            |       |
| 1965  | Los bienamados                                                                                            | Juan José Gurrola, Juan Ibáñez                |                                      |                            |       |
| 1965  | En este pueblo no hay ladrones                                                                            | Alberto Isaac                                 |                                      |                            |       |
| 1965  | El hacha diabólica                                                                                        | José Díaz Morales                             |                                      | horreur                    |       |
| 1965  | Simon du désert (Simón del Desierto)                                                                      | Luis Buñuel                                   |                                      |                            |       |
| 1965  | Tiempo de morir                                                                                           | Arturo Ripstein                               |                                      |                            |       |
| 1966  | Los caifanes                                                                                              | Juan Ibáñez                                   |                                      |                            |       |
| 1966  | Juego peligroso (Jôgo perigoso)                                                                           | Arturo Ripstein, Luis Alcoriza                |                                      |                            |       |
| 1966  | Operación 67                                                                                              | René Cardona, René Cardona Jr.                |                                      |                            |       |
| 1966  | La Rage de survivre (Rage)                                                                                | Gilberto Gazcón                               |                                      |                            |       |
| 1966  | Santo, el Enmascarado de Plata vs. los villanos del ring                                                  | Alfredo B. Crevenna                           |                                      |                            |       |
| 1966  | La soldadera                                                                                              | José Bolaños                                  |                                      |                            |       |
| 1966  | Sólo para tí                                                                                              | Ícaro Cisneros Rivera                         |                                      |                            |       |
| 1966  | Tiempo de morir                                                                                           | Arturo Ripstein                               | Marga López, Jorge Martínez de Hoyos | western                    |       |
| 1967  | 5 de chocolate y 1 de fresa                                                                               | Carlos Velo                                   |                                      |                            |       |
| 1967  | Hasta el viento tiene miedo                                                                               | Carlos Enrique Taboada                        |                                      |                            |       |
| 1967  | Juego de mentiras                                                                                         | Archibaldo Burns                              |                                      |                            |       |
| 1967  | Superman contre l'invasion des martiens (Santo, el Enmascarado de Plata vs. la invasión de los marcianos) | Alfredo B. Crevenna                           |                                      |                            |       |
| 1968  | Fando et Lis (Fando y Lis)                                                                                | Alejandro Jodorowsky                          |                                      | aventure, fantastique      |       |
| 1968  | El grito                                                                                                  | Leobardo López Aretche                        |                                      |                            |       |
| 1968  | El libro de piedra                                                                                        | Carlos Enrique Taboada                        |                                      |                            |       |
| 1968  | La puerta y La mujer del carnicero                                                                        | Luis Alcoriza, Ismael Rodríguez, Chano Urueta |                                      |                            |       |
| 1968  | Santo contra Capulina                                                                                     | René Cardona                                  |                                      |                            |       |
| 1968  | El tesoro de Moctezuma                                                                                    | René Cardona, René Cardona Jr.                | Rodolfo Guzmán Huerta                | action, aventure, thriller |       |
| 1968  | Las visitaciones del diablo                                                                               | Alberto Isaac                                 | Ignacio López Tarso                  | drame                      |       |
| 1969  | Alguien nos quiere matar                                                                                  | Carlos Velo                                   |                                      |                            |       |
| 1969  | Modisto de señoras                                                                                        | René Cardona Jr.                              |                                      |                            |       |
| 1969  | El mundo de los muertos                                                                                   | Gilberto Martínez Solares                     |                                      |                            |       |
| 1969  | Santo contra Blue Demon en la Atlántida                                                                   | Julián Soler                                  |                                      |                            |       |
| 1969  | Santo et le trésor de Dracula (Santo en el tesoro de Drácula)                                             | René Cardona                                  | Rodolfo Guzmán Huerta                | horreur, thriller          |       |
| 1969  | Santo frente a la muerte                                                                                  | Fernando Orozco                               | Rodolfo Guzmán Huerta                |                            |       |
| 1969  | Santo vs. los cazadores de cabezas                                                                        | René Cardona                                  | Rodolfo Guzmán Huerta                |                            |       |

## Années 1970
| Année | Titre                                                      | Réalisateur               | Distribution                         | Genre              | Notes |
| ----- | ---------------------------------------------------------- | ------------------------- | ------------------------------------ | ------------------ | ----- |
| 1970  | Reed, México insurgente                                    | Paul Leduc                |                                      |                    |       |
| 1970  | Santo contra los jinetes del terror                        | René Cardona              |                                      |                    |       |
| 1970  | Santo en la venganza de la momia                           | René Cardona              |                                      |                    |       |
| 1970  | Santo en la venganza de las mujeres vampiro                | Federico Curiel           |                                      |                    |       |
| 1970  | Santo vs. la mafia del vicio                               | Federico Curiel           |                                      |                    |       |
| 1970  | El Santo vs. las momias de Guanajuato                      | Federico Curiel           |                                      |                    |       |
| 1970  | Santo y Blue Demon contra los monstruos                    | Gilberto Martínez Solares |                                      |                    |       |
| 1970  | El Topo                                                    | Alejandro Jodorowsky      |                                      |                    |       |
| 1970  | Ya se quién eres (Te he estado observando)                 | José Agustín              |                                      |                    |       |
| 1971  | Mecánica nacional                                          | Luis Alcoriza             |                                      |                    |       |
| 1971  | Misión suicida                                             | Federico Curiel           |                                      |                    |       |
| 1971  | Santo contra los asesinos de otros mundos                  | Rubén Galindo             |                                      |                    |       |
| 1971  | Santo vs. la hija de Frankenstein                          | Miguel M. Delgado         |                                      |                    |       |
| 1971  | Santo y el águila real                                     | Alfredo B. Crevenna       |                                      |                    |       |
| 1971  | La verdadera vocación de Magdalena                         | Jaime Humberto Hermosillo |                                      |                    |       |
| 1972  | Arruza                                                     | Budd Boetticher           |                                      | documentaire       |       |
| 1972  | Las bestias del terror                                     | Alfredo B. Crevenna       |                                      | horreur            |       |
| 1972  | Le Château de la pureté (El castillo de la pureza)         | Arturo Ripstein           |                                      |                    |       |
| 1972  | Los días del amor                                          | Alberto Isaac             |                                      | comédie dramatique |       |
| 1972  | Magie noire à Haïti (Santo contra la magia negra)          | Alfredo B. Crevenna       |                                      |                    |       |
| 1972  | El rincón de las vírgenes                                  | Alberto Isaac             |                                      |                    |       |
| 1972  | Santo contra los secuestradores                            | Federico Curiel           |                                      |                    |       |
| 1973  | John Reed, Mexico insurgente                               | Paul Leduc                |                                      |                    |       |
| 1973  | Santo y Blue Demon contra Drácula y el hombre lobo         | Miguel M. Delgado         |                                      |                    |       |
| 1974  | Presagio                                                   | Luis Alcoriza             |                                      |                    |       |
| 1975  | El apando                                                  | Felipe Cazals             |                                      |                    |       |
| 1975  | Canoa                                                      | Felipe Cazals             |                                      |                    |       |
| 1975  | La pasión según Berenice                                   | Jaime Humberto Hermosillo |                                      |                    |       |
| 1975  | Tívoli                                                     | Alberto Isaac             |                                      | comédie dramatique |       |
| 1976  | Actes de Marusia (Actas de Marusia)                        | Miguel Littín             |                                      | drame, thriller    |       |
| 1976  | Canoa (Canoa: memoria de un hecho vergonzoso)              | Felipe Cazals             | Ernesto Gómez Cruz, Salvador Sánchez |                    |       |
| 1976  | La gran aventura del Zorro                                 | Raúl de Anda Jr.          | Rodolfo de Anda, Helena Rojo         | aventures          |       |
| 1976  | Matinée                                                    | Jaime Humberto Hermosillo |                                      |                    |       |
| 1976  | La pasión según Berenice                                   | Jaime Humberto Hermosillo |                                      |                    |       |
| 1976  | Las Poquianchis                                            | Felipe Cazals             |                                      |                    |       |
| 1977  | Cuartelazo                                                 | Alberto Isaac             | Héctor Ortega                        | film historique    |       |
| 1977  | Etnocidio, notas sobre el mezquital                        | Paul Leduc                |                                      | documentaire       |       |
| 1978  | Alucarda, la hija de las tinieblas                         | Juan López Moctezuma      |                                      |                    |       |
| 1978  | El lugar sin límites                                       | Arturo Ripstein           |                                      | drame              |       |
| 1978  | Las noches de Paloma                                       | Alberto Isaac             |                                      | drame              |       |
| 1978  | El Zorro blanco                                            | José Luis Urquieta        |                                      | aventures, action  |       |
| 1979  | Guyana, la secte de l'enfer (Guyana: Crime of the Century) | René Cardona Jr.          | Stuart Whitman, Gene Barry           |                    |       |

## Années 1980
| Année | Titre                                                        | Réalisateur                | Distribution            | Genre            | Notes |
| ----- | ------------------------------------------------------------ | -------------------------- | ----------------------- | ---------------- | ----- |
| 1980  | La Rage de tuer (Traficantes de pánico)                      | René Cardona Jr.           | Stuart Whitman          | action, thriller |       |
| 1981  | Tiempo de lobos                                              | Alberto Isaac              | Jaime Garza             |                  |       |
| 1984  | Fiebre de amor                                               | René Cardona Jr.           | Lucero Hogaza Leon      |                  |       |
| 1985  | Doña Herlinda y su hijo                                      | Jaime Humberto Hermosillo  | Guadalupe del Toro      |                  |       |
| 1985  | Los Motivos de Luz                                           | Felipe Cazals              | Patricia Reyes Spíndola |                  |       |
| 1986  | Frida, nature vivante (Frida, naturaleza viva)               | Paul Leduc                 | Ofelia Medina           |                  |       |
| 1987  | Les Aventures d'Oliver Twist (Las aventuras de Oliver Twist) | Fernando Ruiz              |                         | film d'animation |       |
| 1987  | Cathy et les extra-terrestres (Katy, Kiki y Koko)            | José Luis et Santiago Moro |                         | film d'animation |       |
| 1987  | La jaula de oro                                              | Sergio Véjar               |                         |                  |       |
| 1987  | Mariana, Mariana                                             | Alberto Isaac              |                         |                  |       |
| 1988  | El secreto de Romelia                                        | Bosi Cortès                |                         |                  |       |

## Années 1990
| Année | Titre                                                                | Réalisateur               | Distribution                     | Genre           | Notes |
| ----- | -------------------------------------------------------------------- | ------------------------- | -------------------------------- | --------------- | ----- |
| 1990  | ¡Maten a Chinto!                                                     | Alberto Isaac             | Pedro Armendáriz Jr.             | thriller, drame |       |
| 1991  | Cabeza de Vaca                                                       | Nicolás Echevarría        | Daniel Giménez Cacho, Juan Diego | historique      |       |
| 1991  | Uniquement avec ton partenaire (Sólo con tu pareja)                  | Alfonso Cuarón            | Daniel Giménez Cacho             |                 |       |
| 1992  | Les Épices de la passion (Como agua para chocolate)                  | Alfonso Arau              | Marco Leonardi, Lumi Cavazos     | drame           |       |
| 1992  | El Mariachi                                                          | Robert Rodríguez          |                                  | action          |       |
| 1993  | Cronos                                                               | Guillermo del Toro        | Federico Luppi, Ron Perlman      | horreur         |       |
| 1994  | La Reine de la nuit (La Reina de la noche)                           | Arturo Ripstein           |                                  | biographie      |       |
| 1995  | El callejón de los milagros                                          | Jorge Fons                | Ernesto Gómez Cruz               | drame           |       |
| 1995  | Mujeres insumisas                                                    | Alberto Isaac             | Patricia Reyes Spíndola          |                 |       |
| 1996  | Carmin profond (Profundo carmesí)                                    | Arturo Ripstein           | Daniel Giménez Cacho             |                 |       |
| 1997  | El agujero                                                           | Beto Gómez                |                                  |                 |       |
| 1997  | De noche vienes, Esmeralda                                           | Jaime Humberto Hermosillo |                                  |                 |       |
| 1997  | Elisa antes del fin del mundo                                        | Juan Antonio de la Riva   |                                  |                 |       |
| 1997  | Katuwira, donde nacen y mueren los sueños                            | Íñigo Vallejo-Nágera      |                                  |                 |       |
| 1997  | Libre de culpas                                                      | Marcel Sisniega           |                                  |                 |       |
| 1997  | Por si no te vuelvo a ver                                            | Juan Pablo Villaseñor     |                                  |                 |       |
| 1997  | La primera noche                                                     | Alejandro Gamboa          |                                  |                 |       |
| 1998  | Bajo California: el límite del tiempo                                | Carlos Bolado             |                                  |                 |       |
| 1998  | El cometa                                                            | José Buil, Marisa Sistach |                                  |                 |       |
| 1998  | Un dulce olor a muerte                                               | Gabriel Retes             |                                  |                 |       |
| 1998  | Un envoûtement (Un embrujo)                                          | Carlos Carrera            | Blanca Guerra                    | drame           |       |
| 1998  | En el paraíso no existe el dolor                                     | Víctor Saca               |                                  |                 |       |
| 1998  | En un claroscuro de la luna                                          | Sergio Olhovich           |                                  |                 |       |
| 1998  | Enredando sombras                                                    | plusieurs                 |                                  |                 |       |
| 1998  | El evangelio de las maravillas                                       | Arturo Ripstein           |                                  |                 |       |
| 1998  | Fibra óptica                                                         | Francisco Athié           |                                  |                 |       |
| 1998  | Un hilito de sangre                                                  | Erwin Neumaier            |                                  |                 |       |
| 1998  | La paloma de Marsella                                                | Carlos García Agraz       |                                  |                 |       |
| 1998  | Esperanza et ses saints (Santitos)                                   | Alejandro Springall       |                                  |                 |       |
| 1998  | Sexo, pudor y lágrimas                                               | Antonio Serrano           |                                  |                 |       |
| 1998  | Violeta                                                              | Alberto Cortés            |                                  |                 |       |
| 1999  | Ave María                                                            | Eduardo Rossoff           | Demián Bichir                    | drame           |       |
| 1999  | Entre la tarde y la noche                                            | Óscar Blancarte           |                                  |                 |       |
| 1999  | La ley de Herodes                                                    | Luis Estrada              |                                  |                 |       |
| 1999  | La Otra conquista                                                    | Salvador Carrasco         |                                  | historique      |       |
| 1999  | Pas de lettre pour le colonel (El coronel no tiene quien le escriba) | Arturo Ripstein           | Marisa Paredes                   |                 |       |
| 1999  | La segunda noche                                                     | Alejandro Gamboa          |                                  |                 |       |
| 1999  | Todo el poder                                                        | Fernando Sariñana         |                                  |                 |       |

## Années 2000
| Année | Titre                                                              | Réalisateur                                              | Distribution                      | Genre                       | Notes |
| ----- | ------------------------------------------------------------------ | -------------------------------------------------------- | --------------------------------- | --------------------------- | ----- |
| 2000  | Amours chiennes (Amores perros)                                    | Alejandro González Iñárritu                              | Gael García Bernal                | drame, thriller             |       |
| 2000  | C'est la vie (Así es la vida)                                      | Arturo Ripstein                                          | Patricia Reyes Spíndola           | drame                       |       |
| 2000  | Crónica de un desayuno                                             | Benjamín Caan                                            |                                   |                             |       |
| 2000  | De ida y vuelta                                                    | Salvador Aguirre                                         |                                   |                             |       |
| 2000  | En el país de no pasa nada                                         | María del Carmen de Lara                                 |                                   |                             |       |
| 2000  | Escrito en el cuerpo de la noche                                   | Jaime Humberto Hermosillo                                |                                   |                             |       |
| 2000  | La perdición de los hombres                                        | Arturo Ripstein                                          |                                   |                             |       |
| 2000  | Piedras verdes                                                     | Ángel Flores Torres                                      |                                   |                             |       |
| 2000  | Por la libre                                                       | Juan Carlos de Llaca                                     |                                   |                             |       |
| 2000  | Quiero ser (I want to be ...)                                      | Florian Gallenberger                                     |                                   | court-métrage, fiction      |       |
| 2000  | Rito terminal                                                      | Óscar Urrutia                                            |                                   |                             |       |
| 2000  | Sexo por compasión                                                 | Laura Mañá                                               |                                   |                             |       |
| 2000  | Sin dejar huella                                                   | María Novaro                                             |                                   |                             |       |
| 2000  | Su alteza serenísima                                               | Felipe Cazals                                            |                                   |                             |       |
| 2001  | Atlético San Pancho                                                | Gustavo Loza                                             |                                   |                             |       |
| 2001  | Las caras de la luna                                               | Guita Schyfter                                           |                                   |                             |       |
| 2001  | Corazones rotos                                                    | Rafael Montero                                           |                                   |                             |       |
| 2001  | Cuento de hadas para dormir cocodrilos                             | Ignacio Ortíz                                            |                                   |                             |       |
| 2001  | De la calle                                                        | Gerardo Tort                                             |                                   |                             |       |
| 2001  | Demasiado amor                                                     | Ernesto Rimoch                                           |                                   |                             |       |
| 2001  | L'Échine du Diable (El espinazo del diablo)                        | Guillermo del Toro                                       |                                   |                             |       |
| 2001  | Inspiración                                                        | Ángel Mario Huerta                                       |                                   |                             |       |
| 2001  | Otilia Rauda                                                       | Dana Rotberg                                             |                                   |                             |       |
| 2001  | Pachito Rex, me voy pero no del todo                               | Fabián Hofman                                            |                                   |                             |       |
| 2001  | Parfum de violettes (Nadie te oye: Perfume de violetas)            | Maryse Sistach                                           | Ximena Ayala                      | drame                       |       |
| 2001  | El segundo aire                                                    | Fernando Sariñana                                        |                                   |                             |       |
| 2001  | Un mundo raro                                                      | Armando Casas                                            |                                   |                             |       |
| 2001  | Vivir mata                                                         | Nicolás Echevarría                                       |                                   |                             |       |
| 2001  | Y tu mamá también                                                  | Alfonso Cuarón                                           | Maribel Verdú, Gael García Bernal | drame, road-movie           |       |
| 2002  | Acosada (De piel de víbora)                                        | Marcela Fernández Violante                               |                                   |                             |       |
| 2002  | Amar te duele                                                      | Fernando Sariñana                                        |                                   |                             |       |
| 2002  | Aro Tolbukhin. En la mente del asesino                             | Agustí Villaronga, Isaac-Pierre Racine, Lydia Zimmermann |                                   |                             |       |
| 2002  | Asesino en serio                                                   | Antonio Urrutia                                          |                                   | comédie noire               |       |
| 2002  | Ciudades oscuras                                                   | Fernando Sariñana                                        |                                   |                             |       |
| 2002  | Le Crime du père Amaro (El crimen del padre Amaro)                 | Carlos Carrera                                           |                                   |                             |       |
| 2002  | eXXXorcismos                                                       | Jaime Humberto Hermosillo                                |                                   |                             |       |
| 2002  | Francisca (... De qué lado estás?)                                 | Eva López-Sánchez                                        |                                   |                             |       |
| 2002  | El gavilán de la sierra                                            | Juan Antonio de la Riva                                  |                                   |                             |       |
| 2002  | La habitación azul                                                 | Walter Doehner                                           |                                   |                             |       |
| 2002  | Japón                                                              | Carlos Reygadas                                          |                                   | drame                       |       |
| 2002  | Seres humanos                                                      | Jorge Aguilera                                           |                                   |                             |       |
| 2002  | El tigre de Santa Julia                                            | Alejandro Gamboa                                         |                                   |                             |       |
| 2002  | Una de dos                                                         | Marcel Sisniega                                          |                                   |                             |       |
| 2002  | La Vierge de la luxure (La virgen de la lujuria)                   | Arturo Ripstein                                          |                                   |                             |       |
| 2003  | Casa de los babys                                                  | John Sayles                                              | Angelina Peláez                   | drame                       |       |
| 2003  | Corazón de melón                                                   | Luis Vélez                                               |                                   |                             |       |
| 2003  | Dame tu cuerpo                                                     | Rafael Montero                                           |                                   |                             |       |
| 2003  | La hija del caníbal                                                | Antonio Serrano                                          |                                   |                             |       |
| 2003  | Mil nubes de paz cercan el cielo, amor, jamás acabarás de ser amor | Julián Hernández                                         |                                   |                             |       |
| 2003  | El misterio del Trinidad                                           | José Luis García Agraz                                   |                                   |                             |       |
| 2003  | Mónica y el profesor                                               | Héctor Bonilla                                           |                                   |                             |       |
| 2003  | Nicotina                                                           | Hugo Rodríguez (it)                                      |                                   |                             |       |
| 2003  | Un secreto de Esperanza                                            | Leopoldo Laborde                                         |                                   |                             |       |
| 2003  | Seis días en la oscuridad                                          | Gabriel Soriano                                          |                                   |                             |       |
| 2003  | Sin destino                                                        | Leopoldo Laborde                                         |                                   |                             |       |
| 2003  | Sin ton ni Sonia                                                   | Carlos Sama                                              |                                   |                             |       |
| 2003  | Temps réel (Tiempo real)                                           | Fabrizio Prada                                           |                                   |                             |       |
| 2003  | La tregua                                                          | Alfonso Rosas Priego                                     |                                   |                             |       |
| 2003  | Vera                                                               | Francisco Athié                                          |                                   |                             |       |
| 2003  | Volverás                                                           | Antonio Chavarrías                                       |                                   |                             |       |
| 2003  | Zurdo                                                              | Carlos Salces                                            |                                   |                             |       |
| 2004  | 7 mujeres, 1 homosexual y Carlos                                   | René Bueno                                               |                                   |                             |       |
| 2004  | Digna... hasta el último aliento                                   | Felipe Cazals                                            |                                   |                             |       |
| 2004  | Mexican Kids (Temporada de patos)                                  | Fernando Eimbcke                                         |                                   | comédie                     |       |
| 2004  | Santos peregrinos                                                  | Juan Carlos Carrasco                                     |                                   |                             |       |
| 2004  | Voces inocentes                                                    | Luis Mandoki                                             |                                   |                             |       |
| 2005  | Bataille dans le ciel (Batalla en el Cielo)                        | Carlos Reygadas                                          |                                   |                             |       |
| 2005  | La Femme de mon frère (La mujer de mi hermano)                     | Ricardo de Montreuil                                     |                                   |                             |       |
| 2005  | Sangre                                                             | Amat Escalante                                           | Cirilo Recio Dávila               | comédie dramatique          |       |
| 2005  | Le Violon (El Violín)                                              | Francisco Vargas                                         | Ángel Tavira                      | drame                       |       |
| 2006  | Así del precipicio                                                 | Teresa Suarez                                            | Ana de la Reguera                 | drame                       |       |
| 2006  | Babel                                                              | Alejandro González Iñárritu                              | Brad Pitt, Cate Blanchett         | drame                       |       |
| 2006  | Bandidas                                                           | Joachim Rønning, Espen Sandberg                          | Penélope Cruz, Salma Hayek        | action, comédie             |       |
| 2006  | Le Labyrinthe de Pan (El Laberinto del fauno)                      | Guillermo del Toro                                       | Ivana Baquero                     | film fantastique            |       |
| 2006  | Una película de huevos                                             | Rodolfo et Gabriel Riva Palacio Alatriste                |                                   | film d'animation            |       |
| 2006  | ¿Quién es el Sr. López?                                            | Luis Mandoki                                             |                                   | documentaire politique      |       |
| 2006  | Sexo, Amor y Otras Perversiones                                    | plusieurs                                                |                                   |                             |       |
| 2007  | La misma luna                                                      | Patricia Riggen                                          | Kate del Castillo                 | drame                       |       |
| 2007  | L'Orphelinat (El Orfanato)                                         | Juan Antonio Bayona                                      | Belén Rueda                       | fantastique, drame, horreur |       |
| 2007  | La Zona, propriété privée (La Zona)                                | Rodrigo Plá                                              | Daniel Giménez Cacho              | thriller                    |       |
| 2008  | Los Bastardos                                                      | Amat Escalante                                           | Jesús Moisés Rodriguez            | drame                       |       |
| 2008  | Cinq jours sans Nora (Cinco días sin Nora)                         | Mariana Chenillo                                         | Marina de Tavira                  | comédie dramatique          |       |
| 2008  | Desierto adentro                                                   | Rodrigo Plá                                              | Mario Zaragoza                    |                             |       |
| 2008  | Lake Tahoe                                                         | Fernando Eimbcke                                         | Diego Cataño                      | drame                       |       |
| 2008  | Rabioso sol, rabioso cielo                                         | Julián Hernández                                         | Jorge Becerra                     |                             |       |
| 2008  | Rudo y Cursi                                                       | Carlos Cuarón                                            | Diego Luna, Gael García Bernal    | comédie dramatique          |       |
| 2009  | Alamar                                                             | Pedro González-Rubio                                     | Jorge Machado                     |                             |       |
| 2009  | Daniel y Ana                                                       | Michel Franco                                            | Dario Yazbek Bernal               | drame, thriller             |       |
| 2009  | Los Herederos : Les Enfants héritiers                              | Eugenio Polgovsky                                        |                                   | film documentaire           |       |
| 2009  | Norteado                                                           | Rigoberto Perezcano                                      | Harold Torres                     |                             |       |
| 2009  | Parque vía                                                         | Enrique Rivero                                           | Nolberto Coria                    | drame                       |       |
| 2009  | El Traspatio                                                       | Carlos Carrera                                           | Ana de la Reguera                 | action                      |       |

## Années 2010
| Année | Titre                                                   | Réalisateur                     | Distribution                            | Genre                                 | Notes |
| ----- | ------------------------------------------------------- | ------------------------------- | --------------------------------------- | ------------------------------------- | ----- |
| 2010  | Année bissextile (Año bisiesto)                         | Michael (Leslie) Rowe           | Monica del Carmen                       |                                       |       |
| 2010  | Biutiful                                                | Alejandro González Iñárritu     | Javier Bardem                           | Drame                                 |       |
| 2011  | En Aguas Quietas                                        | Astrid Rondero                  | María Renée Prudencio                   | court-métrage, romance                |       |
| 2011  | Miss Bala                                               | Gerardo Naranjo                 | Stephanie Sigman                        | thriller dramatique                   |       |
| 2012  | Cristeros                                               | Dean Wright                     | Andy García, Eva Longoria               | film historique                       |       |
| 2013  | Ahí va el diablo                                        | Adrián García Bogliano          | Laura Caro                              | thriller fantastique                  |       |
| 2013  | Deseo                                                   | Antonio Zavala Kugler           | Christian Bach                          | comédie dramatique, romance, érotisme |       |
| 2013  | Ni repris ni échangé (No se aceptan devoluciones)       | Eugenio Derbez                  | Eugenio Derbez                          | comédie dramatique                    |       |
| 2013  | No sé si cortarme las venas o dejármelas largas         | Manolo Caro                     | Ludwika Paleta                          | comédie                               |       |
| 2013  | Rêves d'or (La jaula de oro)                            | Diego Quemada-Díez              |                                         | drame                                 |       |
| 2014  | Club Sandwich (Club Sándwich)                           | Fernando Eimbcke                |                                         | comédie                               |       |
| 2014  | Les Drôles de poissons-chats (Los insólitos peces gato) | Claudia Sainte-Luce             |                                         | comédie dramatique                    |       |
| 2014  | Gloria                                                  | Christian Keller                |                                         | film biographique                     |       |
| 2014  | Güeros                                                  | Alonso Ruizpalacios             |                                         | Road movie                            |       |
| 2015  | 600 Miles                                               | Gabriel Ripstein                |                                         | drame                                 |       |
| 2015  | Les Amants de Caracas (Desde allá)                      | Lorenzo Vigas                   |                                         |                                       |       |
| 2015  | Chronic                                                 | Michel Franco                   | Tim Roth                                | drame                                 |       |
| 2015  | Desierto                                                | Jonás Cuarón                    | Gael García Bernal, Jeffrey Dean Morgan | thriller                              |       |
| 2015  | Un monstre à mille têtes (Un monstruo de mil cabezas)   | Rodrigo Plá                     | Jana Raluy                              | drame, thriller                       |       |
| 2016  | La Région sauvage (La región salvaje)                   | Amat Escalante                  | Ruth Jazmin Ramos                       | drame                                 |       |
| 2016  | Tenemos la Carne                                        | Emiliano Rocha Minter           | Noé Hernández (en)                      | drame, horreur                        |       |
| 2017  | Everybody Loves Somebody (Todos queremos a alguien)     | Catalina Aguilar Mastretta      | Karla Souza                             |                                       |       |
| 2017  | Les Filles d'Avril (Las hijas de Abril)                 | Michel Franco                   | Emma Suárez                             | drame                                 |       |
| 2018  | Museum (Museo)                                          | Alonzo Ruizpalacios             | Gael García Bernal, Simon Russell Beale |                                       |       |
| 2018  | Nuestro Tiempo                                          | Carlos Reygadas                 | Carlos Reygadas                         | drame                                 |       |
| 2018  | Les Oiseaux de passage (Pájaros de verano)              | Ciro Guerra et Cristina Gallego | Natalia Reyes                           | drame                                 |       |
| 2018  | Roma                                                    | Alfonso Cuarón                  | Yalitza Aparicio, Marina de Tavira      | drame                                 |       |
| 2019  | Chicuarotes                                             | Gael García Bernal              | Daniel Giménez Cacho                    | drame                                 |       |
| 2019  | Infection (Infección)                                   | Flavio Pedota                   |                                         | horreur, thriller                     |       |
| 2019  | Jesús de Nazareth                                       | José Manuel Brandariz           | Julián Gil                              | drame                                 |       |
| 2019  | Miss Bala                                               | Catherine Hardwicke             | Gina Rodriguez                          | Thriller d'action                     |       |
| 2019  | Salma's Big Wish                                        | Carlos Gutiérrez Medrano        |                                         | Animation                             |       |

## Années 2020
| Année | Titre                                 | Réalisateur             | Distribution                      | Genre              | Notes |
| ----- | ------------------------------------- | ----------------------- | --------------------------------- | ------------------ | ----- |
| 2021  | Rendez-vous à Mexico (Dime Cuando Tú) | Gerardo Gatica González | Jesús Zavala Ximena Romo          | Comédie romantique |       |
| 2023  | Heroico                               | David Zonana            | Santiago Sandoval Carbajal        | Drame              |       |
| 2023  | Tótem                                 | Lila Avilés             | Naíma Sentíes, Montserrat Marañon | Drame              |       |